# Rijksweg 14
Rijksweg 14 is een Nederlandse Rijksweg en gebiedsontsluitingsweg. De weg is onderdeel van de Noordelijke Randweg Haagse Regio en vormt sinds november 2003 een verbinding tussen de aansluiting Leidschendam van de A4 en de aansluiting bij restaurant "De Bijhorst" aan de N44. De weg maakt deel uit van de Ring Den Haag. Na de kruising met de N44 loopt de weg door als N440/S200 naar Den Haag.
De N14 loopt door de Sijtwendetunnel tussen Leidschendam en Voorburg.
De eerste plannen voor Rijksweg 14 stammen reeds uit 1938. De weg zou van Den Haag via Berkel en Rodenijs naar Rotterdam komen te liggen. In 1956 volgde een aanwijzing van het Rijk voor het tracé, waardoor Voorburg geen bebouwing meer op deze strook grond mocht realiseren. Voorburg heeft zich ingezet om te voorkomen dat een tweede autosnelweg (naast de A12) haar grondgebied zou doorkruisen. Uiteindelijk heeft dit verzet geresulteerd in een oplossing waarbij het tracé behalve voor verkeersdoeleinden voor woningbouw benut kon worden en het verkeer grotendeels via tunnels wordt geleid.
Vanuit Rotterdam is begonnen met de aanleg van de weg, bekend als de N471. Het brede profiel van die weg doet nog herinneren aan de vroegere plannen.

## Aantal rijstroken
| Traject                            | Aantal rijstroken |
| ---------------------------------- | ----------------- |
| Toerit A4 - Kruising N44/N440/s200 | 2×2               |